# Nunska Graba
Nunska Graba – wieś w Słowenii, w gminie Ljutomer. W 2018 roku liczyła 151 mieszkańców.